# Biserica romano-catolică din Mehala
Biserica „Sfânta Maria” din Timișoara este o biserică parohială romano-catolică situată în cartierul Mehala.

## Istoric
Credincioșii catolici din Mehala au fost arondați inițial la Parohia Timișoara-Cetate. În septembrie 1887 a fost ridicată actuala biserică, pe latura de vest a Pieței Avram Iancu. În anul 1896 parohia romano-catolică din Mehala a fost condusă de călugări salvatorieni.
Constructorul bisericii a fost Eduard Reiter. Lăcașul a fost consacrat în data de 12 september 1887 și pus sub patronajul Fecioarei Maria. Ferdinand Stuflesser, meșter din Tirolul de Sud, a realizat altarul principal și cele două altare laterale. 
Cele două vitralii din dreptul altarului principal înfățișează Încoronarea Fecioarei Maria și Buna Vestire. Acestea au fost realizate în 1928 în atelierul din München al firmei Mayer. În 1937 au fost donate de Firma Müller alte două ferestre din sticlă, realizate tot la München. Din cauza daunelor severe, pictura a fost restaurată în 1975 de la zero de către pictorul Georg Boicean din Elisabetin, un elev al pictorului Julius Podlipny. Imaginile celor doisprezece apostoli din naos au fost create de Géza Ulrich din Aradul Nou.
În anii 1923, 1983 și 1987 au avut loc lucrări de renovare a bisericii. La renovarea interiorului a contribuit și pictorul Jakob Hahn Junior.
Cele patru clopote au fost realizate în anul 1921 la Turnătoria König din Arad.
În anul 1991 episcopul Sebastian Kräuter a numit paroh din nou un călugăr salvatorian, în persoana lui Berno Rupp, care a revigorat viața religioasă și a inițiat mai multe proiecte social-caritative.